# Cai'e
Cai'e (kinesiska: 蔡锷, 蔡锷乡) är en socken i Kina. Den ligger i provinsen Hunan, i den södra delen av landet, omkring 180 kilometer sydväst om provinshuvudstaden Changsha. Antalet invånare är 19901. Befolkningen består av 9 406 kvinnor och 10 495 män. Barn under 15 år utgör 20,0 %, vuxna 15-64 år 68 %, och äldre över 65 år 10,0 %.
Genomsnittlig årsnederbörd är 1 592 millimeter. Den regnigaste månaden är maj, med i genomsnitt 235 mm nederbörd, och den torraste är oktober, med 45 mm nederbörd.